# Héctor Hernández Da Costa
Héctor Armando Hernández Da Costa (Valencia, Venezuela; 13 de octubre de 1966) es un militar venezolano egresado de la Academia Militar de la Guardia Nacional Bolivariana (antigua EFOFAC).  Desde el 13 de agosto de 2018 se encuentra detenido en la Dirección General de Contrainteligencia Militar (DGCIM) con sede en Boleíta, Caracas, por motivos políticos. El Grupo de Trabajo sobre Detenciones Arbitrarias de la Organización Naciones Unidas (GTDA) dio a conocer en 2020 la medida de liberación inmediata para el cese de su detención, porque es contraria a la Declaración Universal de Derechos Humanos y al Pacto Internacional de Derechos Civiles y Políticos.

## Biografía
Hernández Da Costa es el hijo mayor de Carmen Socorro Da Costa y Héctor Armando Hernández. Con 16 años de edad creó un grupo de béisbol menor para formar a niños y jóvenes que desearan representar el estado Carabobo a nivel nacional.[cita requerida]

### Estudios
En 1985 comenzó sus estudios en la EFOFAC. Se graduó en 1989 con el primer lugar en el orden de mérito y con mención summa cum laude. También realizó el Postgrado de Especialización en Criminalística en el Instituto Universitario Policía Científica (1994-1995), donde se destaca como alumno de honor y recibe la mención summa cum laude. Entre 1996-1997 hizo el Postgrado de Especialización en Gerencia de Seguridad Pública en la Escuela Superior de la Guardia Nacional Bolivariana.
Héctor Hernández Da Costa se desempeñó como oficial de enlace de Venezuela ante la Oficina Federal de Investigación Criminal de Alemania en materia de drogas y delincuencia organizada. Participó en el Curso de Ampliación en Criminología y Policía Judicial en el Instituto de Criminalística de la Oficina Federal de Investigación Criminal de Alemania o también conocido como Bundeskriminalamt (enero-junio, 2000), donde también fue un oficial destacado y obtuvo la Mención Excelencia. Entre 2004-2005 realizó el Curso de Comando y Estado Mayor con participación internacional en la Academia Superior de Mando de la Fuerza Armada Alemana (Clausewitz Kaserne) en Hamburgo, Alemania. Durante su estadía en Alemania obtuvo el nivel C1 de alemán y adquirió los conocimientos del idioma técnico aplicado a su carrera en la Bundesspracheamt.

### Detención
La noche del 13 de agosto de 2018, llegaron alrededor de 40 funcionarios de la Dirección General de Contrainteligencia Militar (DGCIM) y otras personas de una unidad de acciones especiales de la Policía Nacional Bolivariana de Venezuela (PNB) a la vivienda de Hernández Da Costa, ubicada en Chacao, Caracas, tomando todo el edificio y la calle con hombres con rostros cubiertos con pasamontañas y con armamento largo. Estos llegaron hasta el apartamento, exigiendo de manera violenta que Hernández les acompañara en calidad de detenido y sin cumplir con los requisitos de ley para tal efecto. La detención fue grabada en vivo por su hija a través de sus redes sociales. No existía una orden de aprehensión en su contra, ni tampoco había sido sorprendido cometiendo algún delito en flagrancia.
El 18 de agosto de 2018 le mostraron a Hernández Da Costa una orden de aprehensión de fecha 17 de agosto de 2018 y le leyeron los derechos del imputado. Es decir, que desde el día 13 hasta el 18 de agosto estuvo secuestrado y desaparecido a la orden del DGCIM. Es considerado preso político militar de Venezuela por el gobierno de Nicolás Maduro. Siendo militar, Da Costa está siendo juzgado en un tribunal civil. También se le ha negado el antejuicio de mérito por su alta investidura militar. Durante la audiencia de presentación en el Tribunal de Terrorismo, se le imputaron falsas pruebas. Hernández Da Costa se pronunció ante el juez para negar cualquier señalamiento o acusación en su contra.
En 2020 el Grupo de Trabajo sobre Detenciones Arbitrarias de la Organización de Naciones Unidas (GTDA) dictó una medida de liberación inmediata en su favor. En la medida informó su detención era una detención arbitraria de Categoría I y de Categoría III. La Comisión Interamericana de Derechos Humanos (CIDH) dictó medidas cautelares de protección a su favor.

## Vida personal
Héctor Hernández Da Costa está casado con Lilina Barboza y tienen dos hijos, Simón y Loredana.